# Sousoší Soutok Labe s Orlicí
Sousoší Soutok Labe s Orlicí (též sousoší Milenci) je alegorické sousoší sochaře Josefa Václava Škody symbolizující soutok dvou královéhradeckých řek. Je umístěno u soutoku řek Labe a Orlice v Jiráskových sadech v Hradci Králové.

## Historie
Sochař Josef Škoda začal na sousoší pracovat v roce 1926, po absolvování kurzu v ateliéru Otto Gutfreunda, a v následujících letech pak dílo dopracovával. V květnu 1934 spolek Kruh přátel umění doporučil městu Hradec Králové instalaci sousoší ve veřejném prostoru Jirákových sadů. Odlití soch provedl závod Karla Bartáka v Praze-Hrdlořezech. Pro umístění byl nakonec vybrán prostor v Jiráskových sadech mezi rozáriem a samotným soutokem, kam bylo sousoší instalováno v srpnu 1934. Model sousoší byl již před instalací vystaven v královéhradeckém muzeu a nevyvolal žádné námitky, po usazení v plenéru se nicméně zvedla vlna ostré kritiky. Sochy–akty, umístěné navíc pouze na nízkém soklu v trávě, byly kritiky označovány za pornografii a nevhodnou podívanou pro děti. Otevřenost, upřímnost a životnost v tvůrčím vyjádření čerpal Josef Škoda zřejmě jak od Gutfreunda, tak od svého prvního učitele Jana Štursy.

## Popis
Bronzové sousoší je usazeno na nízkém oválném podstavci. Štíhlost a subtilnost postav nepřevzal Škoda od svých učitelů, zřejmě tím chtěl vyjádřit dlouhé cesty obou řek až k Hradci Králové. Sedící mladý muž představuje řeku Labe a dívka, která mu usíná v klíně, řeku Orlici. Gesto levé ruky mladíka–Labe je poněkud rozporuplné, zřejmě však mělo vyjádřit něhu a respekt, s jakým Orlici přijímá. Ze sousoší je zřejmé vzájemné partnerské odevzdání, zároveň však napjaté prsty u nohou symbolizují vzrušení.
Personifikace řek není v sochařství ojedinělá, viz např. Fontána čtyř řek nebo socha řeky Marne ve Versailles.